# Wedry
Radovan „Wedry“ Vedral (* 3. srpna 1996, Kolín) je český youtuber, let's player a influencer.

## Život

### Dětství
Narodil se 3. srpna 1996 v Kolíně. Vyrůstal v Jehovistické sektě. O svých zkušenostech a zážitcích otevřeně promluvil v několika rozhovorech. Již od dětství se velice zajímal o videohry, cvičení a různé sporty. Kvůli počítači trpěl skoliózou, kvůli které chodil na rehabilitace. V dětství byl sexuálně zneužíván blízkým člověkem. V dospělosti trpěl depresemi. V dospělosti vyhledal odbornou pomoc, která mu v mnoha věcech hodně pomohla.

### YouTube
Hraní videoher se stalo jeho velkým koníčkem. S kamarády se zúčastnil turnaje ve hře League of Legends, který dokázali vyhrát. Dne 13. ledna 2012 založil svůj YouTube kanál Wedry. Zpočátku se věnoval let's playům. Známá se stala jeho spolupráce s Baxtrixem, MenTem a Housem. Natáčeli spolu například GTA V nebo Gang Beast. Svůj kontent nikdy zcela nezměnil, ale začal natáčet i videa z rýžování zlata, cestování, či natáčení tornád.
Na začátku roku 2024 mu byl skoro smazán hlavní kanál. To i přes to, že neudělal nic zakázaného, ve videu sledoval muže na skateboardu. Dostal 2 striky za své starší videa. Hrozilo, že když dostane další, bude mu kompletně smazán kanál. Proto svá videa na nějaký čas schoval a nakonec ke smazání nedošlo.
V roce 2020 založil svůj druhý kanál, který pojmenoval Chálka. Na kanále vydal pouze 11 videí se zaměřením na jídlo.

## Osobní život
Má bratra Filipa. Otevřeně se přiznal k bisexuální orientaci.